# Ministère de la Défense nationale et des Anciens combattants
Le ministère de la Défense nationale et des Anciens combattants est un département ministériel du gouvernement au Burkina Faso. L'actuel ministre de la Défense est le Général de Brigade Kassoum Coulibaly.

## Description

### Siège
Le ministère de la Défense nationale et des anciens combattants a son siège à Ouagadougou. En 1985, l'armée nationale du Burkina a six régions militaires, six groupements de gendarmerie et deux régions aériennes.  
Depuis 1994, les régions militaires sont réduites à trois dont une à Bobo-Dioulasso, une à Kaya et une à Ouagadougou.  

### Attributions
Le ministère est chargé de la défense nationale et des anciens combattants. L'armée nationale a été créée par décret de l'assemblée nationale en 1960. 
Quatre principales missions sont dévolues au ministère. Il s'agit de garantir la sécurité et la souveraineté et l'intégrité du territoire nationale, de participer au développement socio-économique nationale, de contribuer à la prévention des conflits et enfin la protection civile. 

### Ministres
Le Colonel-major Aimé Barthélémy Simpore est le ministre délégué depuis le 30 juin 2021. Le ministre chargé de la Défense est le président du Faso Roch Kaboré en remplacement de Moumina Chérif Sy. 